# 冴島エレナ
冴島 エレナ（さえじま えれな、1998年3月31日 - ）は、日本のAV女優。LINX所属。

## 略歴・人物
神奈川県出身。趣味・特技はカラオケ、絵を描くこと。
2017年にAVデビュー。

## 出演作品

### アダルトDVD
2017年
- 「中出しAVデビュー」が薄まっちゃうくらい、ナイスキャラで超敏感、枕まで届いちゃうハメ潮を吹き、絶叫しながらビクビクとカラダを震わせイキまくる女子大生（6月15日、ピーターズMAX/ピーターズMAX Jr.）※武田理紗(18歳)名義
- 顔出し解禁!! マジックミラー便 3分前まで女子高生! 卒業式直後のオキテ破りナンパ!! 日本全国の制服人気No.1高校完全網羅スペシャル! 総勢30人! 本番JK10人!! in東京・横浜・静岡・名古屋・大阪・神戸 ALL新作撮り下ろし2枚組8時間!（6月19日、ディープス/DEEP'S）※めい名義　他出演:みなと(白雪るあ)、あのか(鈴ノ木桜)、ひな、しゅうか(白川あまね)、みな、まひろ、なつな、れいか、あや、りこ、のりか、もえか、まほ、ななこ、ゆいな、あいり、らん、ふうか、なるみ、りら、まひろ(若槻美香)、なる(星野柚季)、なつみ、やよい、ちの、はな、ななこ、まどか(涼宮ましろ)、ゆうり(山地せな)
- 女子→男子 プロレス技攻撃集 Vol.01（6月23日、FIGHTING MOVIES）他出演:柚希カレン
- 女子相撲ファイティング Vol.01（6月30日、FIGHTING MOVIES）共演:柚希カレン
- 女子プロレスリング Vol.18（6月30日、FIGHTING MOVIES）共演:柚希カレン
- 引きこもりだった妹が僕の性奴隷になった理由（8月25日、宇宙企画）
- 超優しそうなシロウト女子大生限定! 童貞くんの溜まった性欲処理してください! 親切すぎるウブっ娘たちがチェリーボーイを何度もイカせてくれた 連続ナマ中出し!全員連発! 筆おろし射精祭り!（9月19日、ナンパJAPAN）※あきな名義　他出演:マナミ、ちなみ(星咲伶美)、みほ(かなで自由)
- 真・グラマー仮面 〜猛烈ハメ殺し!!裏切りのマスク剥ぎ!!の巻〜（9月22日、GIGA）共演:唯川千尋
- 舐め廻しJK痴漢 耳・首・顔・脇・乳首をしゃぶられ嫌なのにマ○コを濡らすウブ娘6名を発掘!（10月19日、ナチュラルハイ）他出演:梨杏なつ、三浦加鈴、相澤ゆりな、戸叶真菜、小松美柚羽
- 少女と戯れるおじさんの夏祭り（10月27日、I.B.WORKS）共演:小松美柚羽、澄川鮎
- 素人!! 母娘ナンパ中出し!! Vol 9（10月27日、グラフィティジャパン）共演:白藤ゆりえ　他出演:樹林れもん、優希絵理奈、芦屋静香、唯川千尋
- 本番禁止の都内有名デリヘルでただ口説いてヤルだけじゃ収まらない!ぎらついた男たちがデリヘル嬢に生中出しするまで 3Pデリヘル編（11月2日、Mr.michiru）共演:相澤ゆりな　他出演:あず希、愛里るい
- ふた回り離れた愛有る年下のいいなり彼女（11月10日、宇宙企画）
- JKまみれのなつやすみ 女の子どうしで撮影し合った中出し大乱交が流出!（11月16日、Mr.michiru）共演:あず希、相澤ゆりな、愛里るい、結菜はるか、桐原みお
- 悪徳探偵事務所の極秘調査資料映像流出!!（11月24日、MAGIC）他出演:美泉咲、真木今日子
- 嫁と姑のレズ相姦 第4章（11月27日、グラフィティジャパン）共演:白藤ゆりえ　他出演:樹林れもん、優希絵理奈、芦屋静香、唯川千尋
- ゲスの極み映像 イケメン連れ込み 1人目（12月8日、フルセイル）
- OL達の妄想痴漢電車 〜セクハラ・痴漢・レイプ願望の女達〜（12月13日、下半身タイガース）他出演:一ノ瀬真紀子、南涼
- ソソる部活女子ブルマむちむち合宿所 教師のボクはソソるピチピチ部活女子との合宿に参加! するとブルマ姿でオナニーする部活女子を目撃してしまい思わず勃起! 我慢できなくなったボクは、先生と生徒という関係でありながら…（12月21日、SOSORU×GARCON）他1名出演
- 妻を夫を目の前で! 新婚寝取られさんいらっしゃい!! 寝取られ願望アリの変態素人夫婦4組出演!（12月21日、Mr.michiru）※八巻夫妻名義　共演:田所夫妻(相澤ゆりな)　他出演:坂田夫妻(あず希)、幸田夫妻(愛里るい)
- 手のひらだけでなく、マ○コも使ってオイルを塗る《オイルマッサージ+α》がたまらなく気持ちいいと噂の、全裸密着マッサージ店（12月25日、アロマ企画）他出演:相澤ゆりな
- 食い込み挑発 ハイレグ撮影会（12月25日、デジタルアーク）他出演:葵千恵、管井はづき、柑南るか、愛野ももな、成海さやか、南涼、優希絵理奈、結菜はるか、柚希カレン、千夏南那、姫咲もえ、斉藤みゆ、神宮寺ナナ、有坂香菜、月本愛、坂下ゆあ ほか

2018年
- P.P.G.F プライベートパンチラガールフレンド 〜Private Panchira Girl Friend〜（1月13日、アロマ企画）他出演:一ノ瀬恋、千野くるみ、七海ゆあ、尾上若葉
- すずめ 2号（1月19日、OFFICE K'S）他出演:戸叶真菜
- 濃厚ベロチューしながらスローオイル手こきでち○ぽ焦らされ続ける。（2月13日、アロマ企画）共演:相澤ゆりな、星島るり、松井レナ、浅美結花、結菜はるか
- 100%女を堕とす凄テク!! イケメン過ぎるヴァイセクシャル女子が小谷みのりを噴かせまくりのレズタチDebut!!（2月19日、ビビアン）※冴島ゆーすけ(自称)名義　共演:小谷みのり
- すりすりスリップ スーパーウルトラデラックス（2月28日、フェ地下）他出演:森沢かな、一ノ瀬真紀子、桃瀬ゆり、香椎りあ、春原未来、南涼、君色花音、花咲いあん
- ちんシャブごっくん味比べ 「奥さん精子は飲み物です♥」 素人妻、初めてのゴックン精飲体験 旦那に内緒で他人ザーメン初飲み発情 寝取られ受精SEXで中出し注入11（3月23日、S級素人）他5名出演
- 女子校生 パンティー履いたままおもらしオナニー（4月7日、デジタルアーク）他出演:麻里梨夏、千夏南那、横山凛、白石雪愛、白川あまね、藤にいな、柚希カレン、優希絵理奈、麻里杏樹、前木まいこ
- 一般女性のプライベートSEX・部屋INからの隠し撮りドキュメント No4（4月13日、コレ彦/妄想族）※あんず・19才・ネットカフェ店員名義
- 100%女を堕とす甘い顔!! イケメン過ぎるヴァイセクシャル女子が永井みひなを興奮させまくりのレズタチDebut!!（11月7日、ビビアン）※星宮旭(自称)名義　共演:永井みひな

2019年
- IDの掲示板で地方在住のこんな上玉呼び出して喰いまくってるけどなんか質問ある??【中出し】6人295分（5月17日、MBM）※えれな名義　他出演:あい(月本愛)、くれあ(蓮実クレア)、ゆりな(相澤ゆりな)、るりあ、ななこ(宮村ななこ)

2020年
- 街中を走っている美人ジョガーにターゲットを絞ってガチで声掛けでガチナンパ!引き締まったボディのマ●コは締りが抜群!!意識高い系美人ジョガーに元気なザーメン大量中出しSP（3月13日、S級素人）※ゆさDカップ名義　他出演:あゆみHカップ(稲場るか)、ゆいDカップ(大槻ひびき)、ここEカップ(愛須心亜)
- 尋常じゃないほど全身超ビンカン性感帯の女性は男性に触れるだけでマ●コからマン汁が溢れだしてグッチョグチョのヌッチョヌチョ!!そのままマン汁まみれの生中出しヌルヌル濃厚SEX!!3（8月14日、ケイ・エム・プロデュース/SCOOP）※ゆささん名義　他出演:エリーさん(晶エリー)、かよさん(岩沢香代)
- 女子●生の超敏感な乳首をイジくりまくり感度MAXで激イキSEX!2（9月11日、	ケイ・エム・プロデュース/BAZOOKA）※天音ゆさ名義　他出演:稲場るか、跡美しゅり

### VR
- 中出ししたら借金タダ!（2017年7月6日、KMPVR）

### 成人映画
- 人妻ドラゴン 何度も昇天拳（2017年11月24日公開、監督・脚本:吉行由実、オーピー映画） - 「春奈」役

## リンク
- 冴島エレナ (@saejimaerena) - Instagram